# Fluoromanganitany
Fluoromanganitany jsou komplexní sloučeniny manganu v oxidačním stavu Mn3+, které tvoří anion tetrafluoromanganitanový [MnF4]− nebo anion pentafluoromanganitanový [MnF5]2−.

## Fyzikálně-chemické vlastnosti

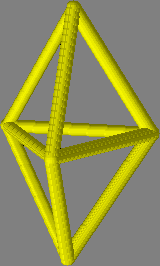
Trigonální (trojboká) bipyramida

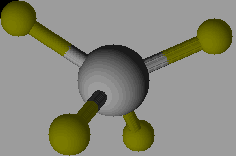
Tetrafluoromanganitanový anion

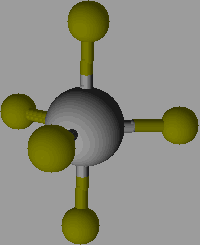
Pentafluoromanganitanový anion

Fluromanganitany se řadí k stabilnějším komplexům manganu. Snadno se připravují a jsou stabilní na vzduchu. Komplex tetrafluoromanganitanový i komplex pentafluoromanganitanový má v roztoku červenou barvu. Základ těchto komplexů je fluorid manganitý MnF3.
Komplexy s anionem [MnF4]− krystalují v tetraedrické soustavě a uspořádání elektronů centrálního atomu - manganu - je díky fluoriový anionům vysokospinové. Komplexy s anionem [MnF5]2− krystalují v trigonálně bipyramidní soustavě a uspořádání elektronů centrálního atomu - manganu - je díky fluoridový anionům také vysokospinové.

## Příprava
Fluorid manganitý, od nějž jsou tyto komplexy odvozeny, se připravuje reakcí jodidu manganitého s fluorem nebo reakcí oxidu manganitého s kyselinou fluorovodíkovou nebo reakcí manganistanu s manganatou solí v prostředí kyseliny fluorovodíkové.
2 MnI2 + 3 F2 → 2 MnF3 + 2 I2
Mn2O3 + 6 HF → 2 MnF3 + 3 H2O
MnO4− + 4 Mn2+ + 15 HF → 5 MnF3 + 4 H2O + 7 H+
Samotné komplexy pak vznikají reakcí fluoridu manganitého s alkalickým fluoridem. Jestli vznikne komplex tetrafluoromanganitanový nebo pentafluoromanganitanový závisí na koncentraci alkalického fluoridu v roztoku. Při menší koncentraci vzniká komplex tetrafluoromanganitanový a při vyšší pentafluoromanganitanový.
MIF + MnF3 → MI[MnF4]
2 MIF + MnF3 → M2I[MnF5]

## Sloučeniny
Tetrafluoromanganitany i pentafluoromanganitany jsou sice stabilní, ale nemají žádné praktické využití, a proto se s nimi běžný člověk nesetká. Všechny tyto sloučeniny mají tmavě červenou barvu a jsou dobře rozpustné ve vodě.